# Condado de Meeker
El condado de Meeker (en inglés: Meeker County), fundado en 1856 y con nombre en honor al jurista Bradley B. Meeker, es un condado del estado estadounidense de Minnesota. En el año 2000 tenía una población de 22.644 habitantes con una densidad de población de 14 personas por km². La sede del condado es Litchfield.

## Geografía
Según la oficina del censo el condado tiene una superficie total de 1671 km² (645,2 mi²), de los que 1576 km² (608,5 mi²) son tierra y 95 km² (36,7 mi²) (5,66%) son agua.

## Condados adyacentes
- Condado de Stearns - norte
- Condado de Wright - este
- Condado de McLeod - sureste
- Condado de Renville - suroeste
- Condado de Kandiyohi - oeste

### Principales carreteras y autopistas
- U.S. Autopista 12
- Carretera estatal 4
- Carretera estatal 7
- Carretera estatal 15
- Carretera estatal 22
- Carretera estatal 24
- Carretera estatal 55

## Demografía
Según el censo del 2000 la renta per cápita media de los habitantes del condado era de 40.908 dólares y el ingreso medio de una familia era de 47.923 dólares. En el año 2000 los hombres tenían unos ingresos anuales 33.157 dólares frente a los 22.743 dólares que percibían las mujeres. El ingreso por habitante era de 18.628 dólares y alrededor de un 7,10% de la población estaba bajo el umbral de pobreza nacional.

## Ciudades y pueblos
- Cedar Mills
- Cosmos
- Darwin
- Dassel
- Eden Valley
- Grove City
- Kingston
- Litchfield
- Watkins

### Municipios
| - Municipio de Acton - Municipio de Cedar Mills - Municipio de Collinwood - Municipio de Cosmos - Municipio de Danielson - Municipio de Darwin - Municipio de Dassel - Municipio de Ellsworth - Municipio de Forest City | - Municipio de Forest Prairie - Municipio de Greenleaf - Municipio de Harvey - Municipio de Kingston - Municipio de Litchfield - Municipio de Manannah - Municipio de Swede Grove - Municipio de Union Grove |

### Comunidades no incorporadas
- Rosendale